# Copa América 2024
Navigation
Édition précédente Édition suivante
La Copa América 2024 constitue la 48e édition de la Copa América, le principal tournoi international de la CONMEBOL. La compétition se déroule du 20 juin au 14 juillet 2024 aux États-Unis et réunit seize équipes : les dix nations sud-américaines plus six équipes de la CONCACAF.

## Choix du pays d'accueil
D'abord envisagée en 2023, cette Copa América est programmée en 2024. Cette décision correspond au choix de la CONMEBOL d'organiser désormais le tournoi tous les quatre ans lors des années bissextiles, et de se mettre ainsi en phase avec les autres confédérations, notamment l'UEFA, au niveau du calendrier international. L’évènement aura effectivement lieu en juin et juillet 2024, en même temps que l'Euro 2024.
Le tournoi aurait dû être organisé en Équateur, suivant l'ordre de rotation alphabétique des pays de la CONMEBOL. Cependant, le président de la CONMEBOL, le paraguayen Alejandro Domínguez, a indiqué que l'Équateur n'avait pas encore confirmé sa candidature et que la confédération étudiait aussi l'idée d'un tournoi dans deux pays, par exemple en ajoutant des stades péruviens aux stades équatoriens.
Le 9 novembre 2022, le président de la Fédération équatorienne de football annonce que le pays ne souhaite pas accueillir le tournoi de 2024. Les États-Unis émergent alors comme candidat possible à l'organisation, avec l'invitation de six équipes de la CONCACAF, portant le nombre de participants à 16. Le choix final se porte sur les États-Unis et le format à seize équipes, identique à celui de la Copa América Centenario de 2016, est validé.

## Nations participantes
| Pays       | Participation(s) | Meilleur résultat                                                                                             | Dernière participation (résultat obtenu) |
| ---------- | ---------------- | --- | ---------------------------------------- |
| CONMEBOL   |                  | |                                          |
| Argentine  | 43               | Vainqueur (15) · 1921, 1925, 1927, 1929, 1937, 1941, 1945, 1946, 1947, 1955, 1957, 1959 (1), 1991, 1993, 2021 | 2021 (Vainqueur)                         |
| Bolivie    | +28,             | Vainqueur (1) · 1963                                                                                          | 2021 (1er tour)                          |
| Brésil     | +37,             | Vainqueur (9) · 1919, 1922, 1949, 1989, 1997, 1999, 2004, 2007, 2019                                          | 2021 (Finaliste)                         |
| Chili      | +40,             | Vainqueur (2) · 2015, 2016                                                                                    | 2021 (Quart de finaliste)                |
| Colombie   | +23,             | Vainqueur (1) · 2001                                                                                          | 2021 (Troisième)                         |
| Équateur   | +30,             | Quatrième (2) 1959, 1993                                                                                      | 2021 (Quart de finaliste)                |
| Paraguay   | +38,             | Vainqueur (2) · 1953, 1979                                                                                    | 2021 (Quart de finaliste)                |
| Pérou      | +33,             | Vainqueur (2) · 1939, 1975                                                                                    | 2021 (Quatrième)                         |
| Uruguay    | +45,             | Vainqueur (15) · 1916, 1917, 1920, 1923, 1924, 1926, 1935, 1942, 1956, 1959 (2), 1967, 1983, 1987, 1995, 2011 | 2021 (Quarts de finale)                  |
| Venezuela  | +19,             | Quatrième (1) 2011                                                                                            | 2021 (1er tour)                          |
| CONCACAF   |                  | |                                          |
| Canada     | +0,              | Première participation                                                                                        | Première participation                   |
| Costa Rica | +5,              | Quarts de finale (2) 2001, 2004                                                                               | 2016 (1er tour)                          |
| États-Unis | +4,              | Quatrième (2) 1995, 2016                                                                                      | 2016 (Quatrième)                         |
| Jamaïque   | +2,              | 1er tour (2) 2015, 2016                                                                                       | 2016 (1er tour)                          |
| Mexique    | +10,             | Finaliste (2) · 1993, 2001                                                                                    | 2016 (Quart de finaliste)                |
| Panama     | +1,              | 1er tour (1) 2016                                                                                             | 2016 (1er tour)                          |

### Équipes de la CONCACAF
La Ligue des nations 2023-2024 sert de qualification pour la Copa América (6 équipes). 
Les quatre premiers de la Ligue A 2023-2024 sont qualifiés.
Pour déterminer les deux dernières équipes qualifiées, deux matchs de barrage sont organisés entre les quarts de finalistes vaincus de la Ligue des nations. Les rencontres sont fixées en fonction du classement FIFA de novembre 2023 (voir tableau ci-dessous). Le premier affronte le quatrième, tandis que le deuxième joue contre le troisième.
| # | Nations           | Rang | Pts   |
| - | ----------------- | ---- | ----- |
| 1 | Canada            | 4    | 1 710 |
| 2 | Costa Rica        | 5    | 1 617 |
| 3 | Honduras          | 7    | 1 454 |
| 4 | Trinité-et-Tobago | 10   | 1 375 |

#### Barrages
| 23 mars 2024 | Canada                        | 2 - 0   | Trinité-et-Tobago | Toyota Stadium, Frisco  |                         |
| 16h00 UTC−5  | Larin 61e · Shaffelburg 90+1e | (0 - 0) |                   | Arbitrage : Marco Ortíz | Arbitrage : Marco Ortíz |
| 16h00 UTC−5  | Rapport                       |         |                   | Arbitrage : Marco Ortíz | Arbitrage : Marco Ortíz |

Le Canada s'impose 2-0 face à Trinité-et-Tobago et se qualifie pour disputer sa première Copa America,.
| 23 mars 2024 | Costa Rica                           | 3 - 1   | Honduras     | Toyota Stadium, Frisco                         |                                                |
| 19h15 UTC−5  | Galo 12e · Madrigal 56e · Brenes 62e | (1 - 1) | 10e Chirinos | Spectateurs : 15 299 Arbitrage : Ismail Elfath | Spectateurs : 15 299 Arbitrage : Ismail Elfath |
| 19h15 UTC−5  | Rapport                              |         |              | Spectateurs : 15 299 Arbitrage : Ismail Elfath | Spectateurs : 15 299 Arbitrage : Ismail Elfath |

Le Costa Rica s'impose 3-1 face au Honduras et se qualifie pour la sixième fois pour la Copa America.

## Villes et stades
Le 20 novembre 2023, la CONMEBOL annonce les stades pour le match d'ouverture et la finale. Le match d'ouverture a lieu au Mercedes-Benz Stadium d'Atlanta et la finale a lieu au Hard Rock Stadium de Miami. Ce n'est que le 5 décembre que la liste complète des stades hôtes est dévoilée.
| Arlington Texas        | Atlanta Géorgie | Austin Texas | Charlotte Caroline du Nord | East Rutherford New Jersey |
| ---------------------- | --- | --- | --- | -------------------------- |
| AT&T Stadium           | Mercedes-Benz Stadium | Q2 Stadium | Bank of America Stadium | MetLife Stadium            |
| Capacité : 80 000      | Capacité : 71 000 | Capacité : 20 738 | Capacité : 74 867 | Capacité : 82 566          |
|                        | | | |                            |
| Santa Clara Californie | [[Fichier:Usa edcp (+HI +AK) location map.svg\|715px\|{{#if:\|{{{alt}}}\|Copa América 2024 est dans la page États-Unis.]]Arlington Glendale Houston Charlotte Paradise Inglewood Santa Clara Kansas City Orlando Austin Kansas City Atlanta East Rutherford Miami Gardens Copa América 2024 (États-Unis) | [[Fichier:Usa edcp (+HI +AK) location map.svg\|715px\|{{#if:\|{{{alt}}}\|Copa América 2024 est dans la page États-Unis.]]Arlington Glendale Houston Charlotte Paradise Inglewood Santa Clara Kansas City Orlando Austin Kansas City Atlanta East Rutherford Miami Gardens Copa América 2024 (États-Unis) | [[Fichier:Usa edcp (+HI +AK) location map.svg\|715px\|{{#if:\|{{{alt}}}\|Copa América 2024 est dans la page États-Unis.]]Arlington Glendale Houston Charlotte Paradise Inglewood Santa Clara Kansas City Orlando Austin Kansas City Atlanta East Rutherford Miami Gardens Copa América 2024 (États-Unis) | Glendale Arizona           |
| Levi's Stadium         | [[Fichier:Usa edcp (+HI +AK) location map.svg\|715px\|{{#if:\|{{{alt}}}\|Copa América 2024 est dans la page États-Unis.]]Arlington Glendale Houston Charlotte Paradise Inglewood Santa Clara Kansas City Orlando Austin Kansas City Atlanta East Rutherford Miami Gardens Copa América 2024 (États-Unis) | [[Fichier:Usa edcp (+HI +AK) location map.svg\|715px\|{{#if:\|{{{alt}}}\|Copa América 2024 est dans la page États-Unis.]]Arlington Glendale Houston Charlotte Paradise Inglewood Santa Clara Kansas City Orlando Austin Kansas City Atlanta East Rutherford Miami Gardens Copa América 2024 (États-Unis) | [[Fichier:Usa edcp (+HI +AK) location map.svg\|715px\|{{#if:\|{{{alt}}}\|Copa América 2024 est dans la page États-Unis.]]Arlington Glendale Houston Charlotte Paradise Inglewood Santa Clara Kansas City Orlando Austin Kansas City Atlanta East Rutherford Miami Gardens Copa América 2024 (États-Unis) | State Farm Stadium         |
| Capacité : 68 500      | [[Fichier:Usa edcp (+HI +AK) location map.svg\|715px\|{{#if:\|{{{alt}}}\|Copa América 2024 est dans la page États-Unis.]]Arlington Glendale Houston Charlotte Paradise Inglewood Santa Clara Kansas City Orlando Austin Kansas City Atlanta East Rutherford Miami Gardens Copa América 2024 (États-Unis) | [[Fichier:Usa edcp (+HI +AK) location map.svg\|715px\|{{#if:\|{{{alt}}}\|Copa América 2024 est dans la page États-Unis.]]Arlington Glendale Houston Charlotte Paradise Inglewood Santa Clara Kansas City Orlando Austin Kansas City Atlanta East Rutherford Miami Gardens Copa América 2024 (États-Unis) | [[Fichier:Usa edcp (+HI +AK) location map.svg\|715px\|{{#if:\|{{{alt}}}\|Copa América 2024 est dans la page États-Unis.]]Arlington Glendale Houston Charlotte Paradise Inglewood Santa Clara Kansas City Orlando Austin Kansas City Atlanta East Rutherford Miami Gardens Copa América 2024 (États-Unis) | Capacité : 63 400          |
|                        | [[Fichier:Usa edcp (+HI +AK) location map.svg\|715px\|{{#if:\|{{{alt}}}\|Copa América 2024 est dans la page États-Unis.]]Arlington Glendale Houston Charlotte Paradise Inglewood Santa Clara Kansas City Orlando Austin Kansas City Atlanta East Rutherford Miami Gardens Copa América 2024 (États-Unis) | [[Fichier:Usa edcp (+HI +AK) location map.svg\|715px\|{{#if:\|{{{alt}}}\|Copa América 2024 est dans la page États-Unis.]]Arlington Glendale Houston Charlotte Paradise Inglewood Santa Clara Kansas City Orlando Austin Kansas City Atlanta East Rutherford Miami Gardens Copa América 2024 (États-Unis) | [[Fichier:Usa edcp (+HI +AK) location map.svg\|715px\|{{#if:\|{{{alt}}}\|Copa América 2024 est dans la page États-Unis.]]Arlington Glendale Houston Charlotte Paradise Inglewood Santa Clara Kansas City Orlando Austin Kansas City Atlanta East Rutherford Miami Gardens Copa América 2024 (États-Unis) |                            |
|                        | [[Fichier:Usa edcp (+HI +AK) location map.svg\|715px\|{{#if:\|{{{alt}}}\|Copa América 2024 est dans la page États-Unis.]]Arlington Glendale Houston Charlotte Paradise Inglewood Santa Clara Kansas City Orlando Austin Kansas City Atlanta East Rutherford Miami Gardens Copa América 2024 (États-Unis) | [[Fichier:Usa edcp (+HI +AK) location map.svg\|715px\|{{#if:\|{{{alt}}}\|Copa América 2024 est dans la page États-Unis.]]Arlington Glendale Houston Charlotte Paradise Inglewood Santa Clara Kansas City Orlando Austin Kansas City Atlanta East Rutherford Miami Gardens Copa América 2024 (États-Unis) | [[Fichier:Usa edcp (+HI +AK) location map.svg\|715px\|{{#if:\|{{{alt}}}\|Copa América 2024 est dans la page États-Unis.]]Arlington Glendale Houston Charlotte Paradise Inglewood Santa Clara Kansas City Orlando Austin Kansas City Atlanta East Rutherford Miami Gardens Copa América 2024 (États-Unis) |                            |
| Paradise Nevada        | [[Fichier:Usa edcp (+HI +AK) location map.svg\|715px\|{{#if:\|{{{alt}}}\|Copa América 2024 est dans la page États-Unis.]]Arlington Glendale Houston Charlotte Paradise Inglewood Santa Clara Kansas City Orlando Austin Kansas City Atlanta East Rutherford Miami Gardens Copa América 2024 (États-Unis) | [[Fichier:Usa edcp (+HI +AK) location map.svg\|715px\|{{#if:\|{{{alt}}}\|Copa América 2024 est dans la page États-Unis.]]Arlington Glendale Houston Charlotte Paradise Inglewood Santa Clara Kansas City Orlando Austin Kansas City Atlanta East Rutherford Miami Gardens Copa América 2024 (États-Unis) | [[Fichier:Usa edcp (+HI +AK) location map.svg\|715px\|{{#if:\|{{{alt}}}\|Copa América 2024 est dans la page États-Unis.]]Arlington Glendale Houston Charlotte Paradise Inglewood Santa Clara Kansas City Orlando Austin Kansas City Atlanta East Rutherford Miami Gardens Copa América 2024 (États-Unis) | Houston Texas              |
| Allegiant Stadium      | [[Fichier:Usa edcp (+HI +AK) location map.svg\|715px\|{{#if:\|{{{alt}}}\|Copa América 2024 est dans la page États-Unis.]]Arlington Glendale Houston Charlotte Paradise Inglewood Santa Clara Kansas City Orlando Austin Kansas City Atlanta East Rutherford Miami Gardens Copa América 2024 (États-Unis) | [[Fichier:Usa edcp (+HI +AK) location map.svg\|715px\|{{#if:\|{{{alt}}}\|Copa América 2024 est dans la page États-Unis.]]Arlington Glendale Houston Charlotte Paradise Inglewood Santa Clara Kansas City Orlando Austin Kansas City Atlanta East Rutherford Miami Gardens Copa América 2024 (États-Unis) | [[Fichier:Usa edcp (+HI +AK) location map.svg\|715px\|{{#if:\|{{{alt}}}\|Copa América 2024 est dans la page États-Unis.]]Arlington Glendale Houston Charlotte Paradise Inglewood Santa Clara Kansas City Orlando Austin Kansas City Atlanta East Rutherford Miami Gardens Copa América 2024 (États-Unis) | NRG Stadium                |
| Capacité : 61 000      | [[Fichier:Usa edcp (+HI +AK) location map.svg\|715px\|{{#if:\|{{{alt}}}\|Copa América 2024 est dans la page États-Unis.]]Arlington Glendale Houston Charlotte Paradise Inglewood Santa Clara Kansas City Orlando Austin Kansas City Atlanta East Rutherford Miami Gardens Copa América 2024 (États-Unis) | [[Fichier:Usa edcp (+HI +AK) location map.svg\|715px\|{{#if:\|{{{alt}}}\|Copa América 2024 est dans la page États-Unis.]]Arlington Glendale Houston Charlotte Paradise Inglewood Santa Clara Kansas City Orlando Austin Kansas City Atlanta East Rutherford Miami Gardens Copa América 2024 (États-Unis) | [[Fichier:Usa edcp (+HI +AK) location map.svg\|715px\|{{#if:\|{{{alt}}}\|Copa América 2024 est dans la page États-Unis.]]Arlington Glendale Houston Charlotte Paradise Inglewood Santa Clara Kansas City Orlando Austin Kansas City Atlanta East Rutherford Miami Gardens Copa América 2024 (États-Unis) | Capacité : 72 220          |
|                        | [[Fichier:Usa edcp (+HI +AK) location map.svg\|715px\|{{#if:\|{{{alt}}}\|Copa América 2024 est dans la page États-Unis.]]Arlington Glendale Houston Charlotte Paradise Inglewood Santa Clara Kansas City Orlando Austin Kansas City Atlanta East Rutherford Miami Gardens Copa América 2024 (États-Unis) | [[Fichier:Usa edcp (+HI +AK) location map.svg\|715px\|{{#if:\|{{{alt}}}\|Copa América 2024 est dans la page États-Unis.]]Arlington Glendale Houston Charlotte Paradise Inglewood Santa Clara Kansas City Orlando Austin Kansas City Atlanta East Rutherford Miami Gardens Copa América 2024 (États-Unis) | [[Fichier:Usa edcp (+HI +AK) location map.svg\|715px\|{{#if:\|{{{alt}}}\|Copa América 2024 est dans la page États-Unis.]]Arlington Glendale Houston Charlotte Paradise Inglewood Santa Clara Kansas City Orlando Austin Kansas City Atlanta East Rutherford Miami Gardens Copa América 2024 (États-Unis) |                            |
|                        | [[Fichier:Usa edcp (+HI +AK) location map.svg\|715px\|{{#if:\|{{{alt}}}\|Copa América 2024 est dans la page États-Unis.]]Arlington Glendale Houston Charlotte Paradise Inglewood Santa Clara Kansas City Orlando Austin Kansas City Atlanta East Rutherford Miami Gardens Copa América 2024 (États-Unis) | [[Fichier:Usa edcp (+HI +AK) location map.svg\|715px\|{{#if:\|{{{alt}}}\|Copa América 2024 est dans la page États-Unis.]]Arlington Glendale Houston Charlotte Paradise Inglewood Santa Clara Kansas City Orlando Austin Kansas City Atlanta East Rutherford Miami Gardens Copa América 2024 (États-Unis) | [[Fichier:Usa edcp (+HI +AK) location map.svg\|715px\|{{#if:\|{{{alt}}}\|Copa América 2024 est dans la page États-Unis.]]Arlington Glendale Houston Charlotte Paradise Inglewood Santa Clara Kansas City Orlando Austin Kansas City Atlanta East Rutherford Miami Gardens Copa América 2024 (États-Unis) |                            |
| Orlando Floride        | Miami Gardens Floride | Kansas City Missouri | Kansas City Kansas | Inglewood Californie       |
| Exploria Stadium       | Hard Rock Stadium | Arrowhead Stadium | Children's Mercy Park | SoFi Stadium               |
| Capacité : 25 500      | Capacité : 64 767 | Capacité : 76 416 | Capacité : 18 467 | Capacité : 70 240          |
|                        | | | |                            |
|                        | | | |                            |

## Phase de groupes

### Tirage au sort
Le tirage au sort a lieu le 7 décembre 2023 au Knight Center Complex de Miami. Les équipes sont réparties dans quatre chapeaux de quatre.
| Chapeau 1    | Chapeau 2 | Chapeau 3 | Chapeau 4  |
| ------------ | --------- | --------- | ---------- |
| Argentine    | Uruguay   | Chili     | Jamaïque   |
| Brésil       | Colombie  | Venezuela | Bolivie    |
| États-Unis H | Pérou     | Panama    | Costa Rica |
| Mexique      | Équateur  | Paraguay  | Canada     |

| Groupe A  | Groupe B  | Groupe C     | Groupe D   |
| --------- | --------- | ------------ | ---------- |
| Argentine | Mexique   | États-Unis H | Brésil     |
| Pérou     | Équateur  | Uruguay      | Colombie   |
| Chili     | Venezuela | Panama       | Paraguay   |
| Canada    | Jamaïque  | Bolivie      | Costa Rica |

### Groupe A
| Rang | Équipe    | Pts | J | G | N | P | Bp | Bc | Diff |
| ---- | --------- | --- | - | - | - | - | -- | -- | ---- |
| 1    | Argentine | 9   | 3 | 3 | 0 | 0 | 5  | 0  | +5   |
| 2    | Canada    | 4   | 3 | 1 | 1 | 1 | 1  | 2  | -1   |
| 3    | Chili     | 2   | 3 | 0 | 2 | 1 | 0  | 1  | -1   |
| 4    | Pérou     | 1   | 3 | 0 | 1 | 2 | 0  | 3  | -3   |

#### 1rejournée
| Match 1                  | Argentine                      | 2 - 0   | Canada                   | Mercedes-Benz Stadium, Atlanta                    |                                                   |
| 20 juin 2024 20h00 UTC−4 | Álvarez 49e · La. Martínez 88e | (0 - 0) |                          | Spectateurs : 70 564 Arbitrage : Jesús Valenzuela | Spectateurs : 70 564 Arbitrage : Jesús Valenzuela |
| 20 juin 2024 20h00 UTC−4 | De Paul 61e · Lo Celso 90e     | Rapport | 81e Koné · 90e Cornelius | Spectateurs : 70 564 Arbitrage : Jesús Valenzuela | Spectateurs : 70 564 Arbitrage : Jesús Valenzuela |

| Match 2                  | Pérou        | 0 - 0   | Chili                                 | AT&T Stadium, Arlington                         |                                                 |
| 21 juin 2024 19h00 UTC−5 |              | (0 - 0) |                                       | Spectateurs : 43 030 Arbitrage : Wilton Sampaio | Spectateurs : 43 030 Arbitrage : Wilton Sampaio |
| 21 juin 2024 19h00 UTC−5 | Zambrano 18e | Rapport | 22e Pulgar · 47e Dávila · 79e Sánchez | Spectateurs : 43 030 Arbitrage : Wilton Sampaio | Spectateurs : 43 030 Arbitrage : Wilton Sampaio |

#### 2ejournée
| Match 9                  | Pérou   | 0 - 1   | Canada    | Children's Mercy Park, Kansas City             |                                                |
| 25 juin 2024 17h00 UTC−5 |         | (0 - 0) | 75e David | Spectateurs : 15 625 Arbitrage : Mario Escobar | Spectateurs : 15 625 Arbitrage : Mario Escobar |
| 25 juin 2024 17h00 UTC−5 | Rapport |         |           | Spectateurs : 15 625 Arbitrage : Mario Escobar | Spectateurs : 15 625 Arbitrage : Mario Escobar |

| Match 10                 | Chili   | 0 - 1   | Argentine        | MetLife Stadium, East Rutherford                |                                                 |
| 25 juin 2024 21h00 UTC−4 |         | (0 - 0) | 88e La. Martinez | Spectateurs : 81 106 Arbitrage : Andrés Matonte | Spectateurs : 81 106 Arbitrage : Andrés Matonte |
| 25 juin 2024 21h00 UTC−4 | Rapport |         |                  | Spectateurs : 81 106 Arbitrage : Andrés Matonte | Spectateurs : 81 106 Arbitrage : Andrés Matonte |

#### 3ejournée
| Match 17                 | Argentine            | 2 - 0   | Pérou                                                               | Hard Rock Stadium, Miami Gardens                    |                                                     |
| 29 juin 2024 20h00 UTC−4 | La. Martinez 47e 86e | (0 - 0) |                                                                     | Spectateurs : 64 972 Arbitrage : César Arturo Ramos | Spectateurs : 64 972 Arbitrage : César Arturo Ramos |
| 29 juin 2024 20h00 UTC−4 | Paredes 68e          | Rapport | 28e Guerrero · 36e Cartagena · 53e Flores · 88e Zambrano · 90e Peña | Spectateurs : 64 972 Arbitrage : César Arturo Ramos | Spectateurs : 64 972 Arbitrage : César Arturo Ramos |

| Match 18                 | Canada                                              | 0 - 0   | Chili          | Exploria Stadium, Orlando                      |                                                |
| 29 juin 2024 20h00 UTC−4 |                                                     | (0 - 0) |                | Spectateurs : 24 481 Arbitrage : Wilmar Roldán | Spectateurs : 24 481 Arbitrage : Wilmar Roldán |
| 29 juin 2024 20h00 UTC−4 | Bombito 7e · Davies 42e · Johnston 57e · Millar 66e | Rapport | 12e, 27e Suazo | Spectateurs : 24 481 Arbitrage : Wilmar Roldán | Spectateurs : 24 481 Arbitrage : Wilmar Roldán |

### Groupe B
| Rang | Équipe    | Pts | J | G | N | P | Bp | Bc | Diff |
| ---- | --------- | --- | - | - | - | - | -- | -- | ---- |
| 1    | Venezuela | 9   | 3 | 3 | 0 | 0 | 6  | 1  | +5   |
| 2    | Équateur  | 4   | 3 | 1 | 1 | 1 | 4  | 3  | +1   |
| 3    | Mexique   | 4   | 3 | 1 | 1 | 1 | 1  | 1  | 0    |
| 4    | Jamaïque  | 0   | 3 | 0 | 0 | 3 | 1  | 7  | -6   |

#### 1rejournée
| Match 3                  | Mexique     | 1 - 0   | Jamaïque | NRG Stadium, Houston                           |                                                |
| 22 juin 2024 20h00 UTC−5 | Arteaga 69e | (0 - 0) |          | Spectateurs : 53 763 Arbitrage : Ismail Elfath | Spectateurs : 53 763 Arbitrage : Ismail Elfath |
| 22 juin 2024 20h00 UTC−5 | Rapport     |         |          | Spectateurs : 53 763 Arbitrage : Ismail Elfath | Spectateurs : 53 763 Arbitrage : Ismail Elfath |

| Match 4                  | Équateur                                  | 1 - 2   | Venezuela                       | Levi's Stadium, Santa Clara                    |                                                |
| 22 juin 2024 18h00 UTC−7 | Sarmiento 40e                             | (1 - 0) | 64e Cádiz · 74e Bello           | Spectateurs : 29 864 Arbitrage : Wilmar Roldán | Spectateurs : 29 864 Arbitrage : Wilmar Roldán |
| 22 juin 2024 18h00 UTC−7 | Valencia 22e · Sarmiento 29e · Páez 45+1e | Rapport | 31e Machís · 45+2e Cásseres Jr. | Spectateurs : 29 864 Arbitrage : Wilmar Roldán | Spectateurs : 29 864 Arbitrage : Wilmar Roldán |

#### 2ejournée
| Match 11                 | Équateur                                       | 3 - 1   | Jamaïque                                                   | Allegiant Stadium, Paradise                     |                                                 |
| 26 juin 2024 15h00 UTC−7 | Hincapié 13e · Páez 45+4e (pen.) · Minda 90+1e | (2 - 0) | 54e Antonio                                                | Spectateurs : 24 074 Arbitrage : Cristian Garay | Spectateurs : 24 074 Arbitrage : Cristian Garay |
| 26 juin 2024 15h00 UTC−7 |                                                | Rapport | 39e Lowe · 49e Hector · 80e Latibeaudiere · 90+4e Anderson | Spectateurs : 24 074 Arbitrage : Cristian Garay | Spectateurs : 24 074 Arbitrage : Cristian Garay |

| Match 12                 | Venezuela                   | 1 - 0   | Mexique                | SoFi Stadium, Inglewood                        |                                                |
| 26 juin 2024 18h00 UTC−7 | Rondón 57e (pen.)           | (0 - 0) |                        | Spectateurs : 72 773 Arbitrage : Raphael Claus | Spectateurs : 72 773 Arbitrage : Raphael Claus |
| 26 juin 2024 18h00 UTC−7 | Ferraresi 35e · Navarro 64e | Rapport | 39e Giménez · 64e Vega | Spectateurs : 72 773 Arbitrage : Raphael Claus | Spectateurs : 72 773 Arbitrage : Raphael Claus |

#### 3ejournée
| Match 19                 | Mexique                                            | 0 - 0   | Équateur                          | State Farm Stadium, Glendale                   |                                                |
| 30 juin 2024 17h00 UTC−7 |                                                    |         |                                   | Spectateurs : 62 565 Arbitrage : Mario Escobar | Spectateurs : 62 565 Arbitrage : Mario Escobar |
| 30 juin 2024 17h00 UTC−7 | Montes 6e · Sánchez 50e · Chávez 73e · Vásquez 82e | Rapport | 43e M. Caicedo · 90+6e J. Caicedo | Spectateurs : 62 565 Arbitrage : Mario Escobar | Spectateurs : 62 565 Arbitrage : Mario Escobar |

| Match 20                 | Jamaïque   | 0 - 3   | Venezuela                            | Q2 Stadium, Austin                                |                                                   |
| 30 juin 2024 19h00 UTC−5 |            |         | 49e Bello · 56e Rondón · 85e Ramírez | Spectateurs : 20 240 Arbitrage : Maurizio Mariani | Spectateurs : 20 240 Arbitrage : Maurizio Mariani |
| 30 juin 2024 19h00 UTC−5 | Hector 89e | Rapport | 9e Machís                            | Spectateurs : 20 240 Arbitrage : Maurizio Mariani | Spectateurs : 20 240 Arbitrage : Maurizio Mariani |

### Groupe C
| Rang | Équipe      | Pts | J | G | N | P | Bp | Bc | Diff |
| ---- | ----------- | --- | - | - | - | - | -- | -- | ---- |
| 1    | Uruguay     | 9   | 3 | 3 | 0 | 0 | 9  | 1  | +8   |
| 2    | Panama      | 6   | 3 | 2 | 0 | 1 | 6  | 5  | +1   |
| 3    | États-UnisH | 3   | 3 | 1 | 0 | 2 | 3  | 3  | 0    |
| 4    | Bolivie     | 0   | 3 | 0 | 0 | 3 | 1  | 10 | -9   |

#### 1rejournée
| Match 5                  | États-Unis               | 2 - 0   | Bolivie                                                  | AT&T Stadium, Arlington                           |                                                   |
| 23 juin 2024 17h00 UTC−5 | Pulisic 3e · Balogun 44e | (2 - 0) |                                                          | Spectateurs : 47 873 Arbitrage : Maurizio Mariani | Spectateurs : 47 873 Arbitrage : Maurizio Mariani |
| 23 juin 2024 17h00 UTC−5 | McKennie 49e             | Rapport | 27e Justiniano · 28e Villamíl · 31e Haquin · 90e Sagredo | Spectateurs : 47 873 Arbitrage : Maurizio Mariani | Spectateurs : 47 873 Arbitrage : Maurizio Mariani |

| Match 6                  | Uruguay                             | 3 - 1   | Panama        | Hard Rock Stadium, Miami Gardens            |                                             |
| 23 juin 2024 21h00 UTC−4 | Araújo 16e · Núñez 85e · Viña 90+1e | (1 - 0) | 90+4e Murillo | Spectateurs : 33 425 Arbitrage : Piero Maza | Spectateurs : 33 425 Arbitrage : Piero Maza |
| 23 juin 2024 21h00 UTC−4 |                                     | Rapport | 68e Welch     | Spectateurs : 33 425 Arbitrage : Piero Maza | Spectateurs : 33 425 Arbitrage : Piero Maza |

#### 2ejournée
| Match 14                 | Panama                                                         | 2 - 1   | États-Unis                             | Mercedes-Benz Stadium, Atlanta               |                                              |
| 27 juin 2024 18h00 UTC−4 | Blackman 26e · Fajardo 83e                                     | (1 - 1) | 22e Balogun                            | Spectateurs : 59 145 Arbitrage : Iván Barton | Spectateurs : 59 145 Arbitrage : Iván Barton |
| 27 juin 2024 18h00 UTC−4 | Guerrero 45e · Carrasquilla 88e · Fariña 90+2e · Góndola 90+3e | Rapport | 18e Weah · 33e Robinson · 89e Richards | Spectateurs : 59 145 Arbitrage : Iván Barton | Spectateurs : 59 145 Arbitrage : Iván Barton |

| Match 14                 | Uruguay                                                              | 5 - 0   | Bolivie   | MetLife Stadium, East Rutherford              |                                               |
| 27 juin 2024 21h00 UTC−4 | Pellistri 8e · Núñez 21e · Araújo 77e · Valverde 81e · Bentancur 89e | (2 - 0) |           | Spectateurs : 48 033 Arbitrage : Juan Benítez | Spectateurs : 48 033 Arbitrage : Juan Benítez |
| 27 juin 2024 21h00 UTC−4 |                                                                      | Rapport | 65e Rocha | Spectateurs : 48 033 Arbitrage : Juan Benítez | Spectateurs : 48 033 Arbitrage : Juan Benítez |

#### 3ejournée
| Match 21                     | États-Unis               | 0 - 1   | Uruguay     | Arrowhead Stadium, Kansas City                |                                               |
| 1er juillet 2024 20h00 UTC−5 |                          | (0 - 0) | 66e Olivera | Spectateurs : 55 460 Arbitrage : Kevin Ortega | Spectateurs : 55 460 Arbitrage : Kevin Ortega |
| 1er juillet 2024 20h00 UTC−5 | Adams 17e · Richards 32e | Rapport | 45+4e Núñez | Spectateurs : 55 460 Arbitrage : Kevin Ortega | Spectateurs : 55 460 Arbitrage : Kevin Ortega |

| Match 22                     | Bolivie                     | 1 - 3   | Panama                                   | Exploria Stadium, Orlando                            |                                                      |
| 1er juillet 2024 21h00 UTC−4 | Miranda 69e                 | (0 - 1) | 22e Fajardo · 79e Guerrero · 90+1e Yanis | Spectateurs : 16 129 Arbitrage : Edina Alves Batista | Spectateurs : 16 129 Arbitrage : Edina Alves Batista |
| 1er juillet 2024 21h00 UTC−4 | Villamíl 21e · Terrazas 86e | Rapport | 42e Murillo                              | Spectateurs : 16 129 Arbitrage : Edina Alves Batista | Spectateurs : 16 129 Arbitrage : Edina Alves Batista |

### Groupe D
| Rang | Équipe     | Pts | J | G | N | P | Bp | Bc | Diff |
| ---- | ---------- | --- | - | - | - | - | -- | -- | ---- |
| 1    | Colombie   | 7   | 3 | 2 | 1 | 0 | 6  | 2  | +4   |
| 2    | Brésil     | 5   | 3 | 1 | 2 | 0 | 5  | 2  | +3   |
| 3    | Costa Rica | 4   | 3 | 1 | 1 | 1 | 2  | 4  | -2   |
| 4    | Paraguay   | 0   | 3 | 0 | 0 | 3 | 3  | 8  | -5   |

#### 1rejournée
| Match 7                  | Colombie              | 2 - 1   | Paraguay                  | NRG Stadium, Houston                           |                                                |
| 24 juin 2024 17h00 UTC−5 | Muñoz 32e · Lerma 42e | (2 - 0) | Enciso 69e                | Spectateurs : 67 059 Arbitrage : Dario Herrera | Spectateurs : 67 059 Arbitrage : Dario Herrera |
| 24 juin 2024 17h00 UTC−5 | Lerma 14e             | Rapport | 53e Velazquez · 78e Cubas | Spectateurs : 67 059 Arbitrage : Dario Herrera | Spectateurs : 67 059 Arbitrage : Dario Herrera |

| Match 8                  | Brésil      | 0- 0    | Costa Rica             | SoFi Stadium, Inglewood                             |                                                     |
| 24 juin 2024 18h00 UTC−7 |             | (0 - 0) |                        | Spectateurs : 67 158 Arbitrage : César Arturo Ramos | Spectateurs : 67 158 Arbitrage : César Arturo Ramos |
| 24 juin 2024 18h00 UTC−7 | Militão 80e | Rapport | 53e Calvo · 58e Ugalde | Spectateurs : 67 158 Arbitrage : César Arturo Ramos | Spectateurs : 67 158 Arbitrage : César Arturo Ramos |

#### 2ejournée
| Match 15                 | Colombie                                    | 3 - 0   | Costa Rica | State Farm Stadium, Glendale                    |                                                 |
| 28 juin 2024 15h00 UTC−7 | Díaz 30e (pen.) · Sánchez 58e · Córdoba 61e | (1 - 0) |            | Spectateurs : 27 386 Arbitrage : Gustavo Tejera | Spectateurs : 27 386 Arbitrage : Gustavo Tejera |
| 28 juin 2024 15h00 UTC−7 | Ríos 41e · Córdoba 64e                      | Rapport | 17e Ugalde | Spectateurs : 27 386 Arbitrage : Gustavo Tejera | Spectateurs : 27 386 Arbitrage : Gustavo Tejera |

| Match 16                 | Paraguay                                     | 1 - 4   | Brésil                                            | Allegiant Stadium, Paradise                 |                                             |
| 28 juin 2024 18h00 UTC−7 | Alderete 47e                                 | (0 - 3) | 34e 49e Vinícius · 42e Sávio · 64e (pen.) Paquetá | Spectateurs : 46 939 Arbitrage : Piero Maza | Spectateurs : 46 939 Arbitrage : Piero Maza |
| 28 juin 2024 18h00 UTC−7 | Balbuena 45+3e · Cubas 81e · Caballero 90+3e | Rapport | 45+3e Wendell · 70e Paquetá · 83e Vinícius        | Spectateurs : 46 939 Arbitrage : Piero Maza | Spectateurs : 46 939 Arbitrage : Piero Maza |

#### 3ejournée
| Match 23                   | Brésil                                  | 1 - 1   | Colombie                | Levi's Stadium, Santa Clara                       |                                                   |
| 2 juillet 2024 18h00 UTC−7 | Raphinha 10e                            | (1 - 1) | 45+2e Muñoz             | Spectateurs : 70 971 Arbitrage : Jesús Valenzuela | Spectateurs : 70 971 Arbitrage : Jesús Valenzuela |
| 2 juillet 2024 18h00 UTC−7 | Vinícius 7e · Gomes 27e · Guimarães 73e | Rapport | 25e Machado · 27e Lerma | Spectateurs : 70 971 Arbitrage : Jesús Valenzuela | Spectateurs : 70 971 Arbitrage : Jesús Valenzuela |

| Match 24                   | Costa Rica                                         | 2 - 1   | Paraguay                              | Q2 Stadium, Austin                                 |                                                    |
| 2 juillet 2024 20h00 UTC−5 | Calvo 3e · Alcócer 41e                             | (2 - 0) | 55e Sosa                              | Spectateurs : 12 765 Arbitrage : Yael Falcon Perez | Spectateurs : 12 765 Arbitrage : Yael Falcon Perez |
| 2 juillet 2024 20h00 UTC−5 | Alcócer 16e · Gomes 27e · Galo 82e · Contreras 85e | Rapport | 28e Alderete · 34e Almirón · 48e Sosa | Spectateurs : 12 765 Arbitrage : Yael Falcon Perez | Spectateurs : 12 765 Arbitrage : Yael Falcon Perez |

## Tableau final
|  | Quarts de finale           | Quarts de finale         | Quarts de finale            | Quarts de finale         |           |           | Demi-finales                     | Demi-finales                     | Demi-finales                     | Demi-finales                     |                               |                               | Finale                          | Finale                          | Finale                          | Finale                          |
|  |                            |                          |                             |                          |           |           |                                  |                                  |                                  |                                  |                               |                               |                                 |                                 |                                 |                                 |
|  | 4 juillet 2024 - Houston   | 4 juillet 2024 - Houston | 4 juillet 2024 - Houston    | 4 juillet 2024 - Houston |           |           | 9 juillet 2024 - East Rutherford | 9 juillet 2024 - East Rutherford | 9 juillet 2024 - East Rutherford | 9 juillet 2024 - East Rutherford |                               |                               | 14 juillet 2024 - Miami Gardens | 14 juillet 2024 - Miami Gardens | 14 juillet 2024 - Miami Gardens | 14 juillet 2024 - Miami Gardens |
|  | 4 juillet 2024 - Houston   | 4 juillet 2024 - Houston | 4 juillet 2024 - Houston    | 4 juillet 2024 - Houston |           |           | 9 juillet 2024 - East Rutherford | 9 juillet 2024 - East Rutherford | 9 juillet 2024 - East Rutherford | 9 juillet 2024 - East Rutherford |                               |                               | 14 juillet 2024 - Miami Gardens | 14 juillet 2024 - Miami Gardens | 14 juillet 2024 - Miami Gardens | 14 juillet 2024 - Miami Gardens |
|  | 1erA                       | Argentine                | 1 tab(4)                    | 1 tab(4)                 |           |           | 9 juillet 2024 - East Rutherford | 9 juillet 2024 - East Rutherford | 9 juillet 2024 - East Rutherford | 9 juillet 2024 - East Rutherford |                               |                               | 14 juillet 2024 - Miami Gardens | 14 juillet 2024 - Miami Gardens | 14 juillet 2024 - Miami Gardens | 14 juillet 2024 - Miami Gardens |
|  | 1erA                       | Argentine                | 1 tab(4)                    | 1 tab(4)                 |           |           | 9 juillet 2024 - East Rutherford | 9 juillet 2024 - East Rutherford | 9 juillet 2024 - East Rutherford | 9 juillet 2024 - East Rutherford |                               |                               | 14 juillet 2024 - Miami Gardens | 14 juillet 2024 - Miami Gardens | 14 juillet 2024 - Miami Gardens | 14 juillet 2024 - Miami Gardens |
|  | 2e B                       | Équateur                 | 1 (2)                       | 1 (2)                    |           |           | 9 juillet 2024 - East Rutherford | 9 juillet 2024 - East Rutherford | 9 juillet 2024 - East Rutherford | 9 juillet 2024 - East Rutherford |                               |                               | 14 juillet 2024 - Miami Gardens | 14 juillet 2024 - Miami Gardens | 14 juillet 2024 - Miami Gardens | 14 juillet 2024 - Miami Gardens |
|  | 2e B                       | Équateur                 | 1 (2)                       | 1 (2)                    | Argentine | Argentine | 2                                | 2                                |                                  |                                  |                               |                               | 14 juillet 2024 - Miami Gardens | 14 juillet 2024 - Miami Gardens | 14 juillet 2024 - Miami Gardens | 14 juillet 2024 - Miami Gardens |
|  | 5 juillet 2024 - Arlington |                          |                             |                          | Argentine | Argentine | 2                                | 2                                |                                  |                                  |                               |                               | 14 juillet 2024 - Miami Gardens | 14 juillet 2024 - Miami Gardens | 14 juillet 2024 - Miami Gardens | 14 juillet 2024 - Miami Gardens |
|  |                            |                          | Canada                      | Canada                   | 0         | 0         |                                  |                                  |                                  |                                  |                               |                               | 14 juillet 2024 - Miami Gardens | 14 juillet 2024 - Miami Gardens | 14 juillet 2024 - Miami Gardens | 14 juillet 2024 - Miami Gardens |
|  | 1erB                       | Venezuela                | Canada                      | Canada                   | 0         | 0         | 1 (3)                            | 1 (3)                            |                                  |                                  |                               |                               | 14 juillet 2024 - Miami Gardens | 14 juillet 2024 - Miami Gardens | 14 juillet 2024 - Miami Gardens | 14 juillet 2024 - Miami Gardens |
|  | 1erB                       | Venezuela                | 10 juillet 2024 - Charlotte |                          |           |           | 1 (3)                            | 1 (3)                            |                                  |                                  |                               |                               | 14 juillet 2024 - Miami Gardens | 14 juillet 2024 - Miami Gardens | 14 juillet 2024 - Miami Gardens | 14 juillet 2024 - Miami Gardens |
|  | 2e A                       | Canada                   | 1 tab(4)                    | 1 tab(4)                 |           |           |                                  |                                  |                                  |                                  |                               |                               | 14 juillet 2024 - Miami Gardens | 14 juillet 2024 - Miami Gardens | 14 juillet 2024 - Miami Gardens | 14 juillet 2024 - Miami Gardens |
|  | 2e A                       | Canada                   | 1 tab(4)                    | 1 tab(4)                 | Argentine | Argentine | 1 ap                             | 1 ap                             |                                  |                                  |                               |                               |                                 |                                 |                                 |                                 |
|  | 6 juillet 2024 - Paradise  |                          |                             |                          | Argentine | Argentine | 1 ap                             | 1 ap                             |                                  |                                  |                               |                               |                                 |                                 |                                 |                                 |
|  |                            |                          | Colombie                    | Colombie                 | 0         | 0         |                                  |                                  |                                  |                                  |                               |                               |                                 |                                 |                                 |                                 |
|  | 1erD                       | Uruguay                  | Colombie                    | Colombie                 | 0         | 0         | 0 tab(4)                         | 0 tab(4)                         |                                  |                                  |                               |                               |                                 |                                 |                                 |                                 |
|  | 1erD                       | Uruguay                  |                             |                          |           |           |                                  |                                  |                                  |                                  |                               |                               |                                 |                                 |                                 |                                 |
|  | 2e C                       | Brésil                   | 0 (2)                       | 0 (2)                    |           |           |                                  |                                  |                                  |                                  |                               |                               |                                 |                                 |                                 |                                 |
|  | 2e C                       | Brésil                   | 0 (2)                       | 0 (2)                    | Uruguay   | Uruguay   | 0                                | 0                                | Match pour la troisième place    | Match pour la troisième place    | Match pour la troisième place | Match pour la troisième place |                                 |                                 |                                 |                                 |
|  | 6 juillet 2024 - Glendale  |                          |                             |                          | Uruguay   | Uruguay   | 0                                | 0                                | Match pour la troisième place    | Match pour la troisième place    | Match pour la troisième place | Match pour la troisième place |                                 |                                 |                                 |                                 |
|  |                            |                          | Colombie                    | Colombie                 | 1         | 1         |                                  |                                  | 13 juillet 2024 - Charlotte      | 13 juillet 2024 - Charlotte      | 13 juillet 2024 - Charlotte   | 13 juillet 2024 - Charlotte   |                                 |                                 |                                 |                                 |
|  | 1erC                       | Colombie                 | Colombie                    | Colombie                 | 1         | 1         | 5                                | 5                                | 13 juillet 2024 - Charlotte      | 13 juillet 2024 - Charlotte      | 13 juillet 2024 - Charlotte   | 13 juillet 2024 - Charlotte   |                                 |                                 |                                 |                                 |
|  | 1erC                       | Colombie                 |                             |                          |           |           |                                  | 5                                |                                  |                                  | Canada                        | Canada                        | 2 (3)                           | 2 (3)                           |                                 |                                 |
|  | 2e D                       | Panama                   | 0                           | 0                        |           |           |                                  |                                  |                                  |                                  | Canada                        | Canada                        | 2 (3)                           | 2 (3)                           |                                 |                                 |
|  | 2e D                       | Panama                   | 0                           | 0                        | Uruguay   | Uruguay   | 2 tab(4)                         | 2 tab(4)                         |                                  |                                  |                               |                               |                                 |                                 |                                 |                                 |
|  |                            |                          |                             |                          |           |           |                                  |                                  |                                  |                                  |                               |                               |                                 |                                 |                                 |                                 |

### Quarts de finale
| Match 25                   | Argentine                                           | 1 - 1             | Équateur                        | NRG Stadium, Houston                            |                                                 |
| 4 juillet 2024 21h00 UTC−5 | Li. Martínez 35e                                    | (1 - 0)           | 90+1e Rodríguez                 | Spectateurs : 69 456 Arbitrage : Andrés Matonte | Spectateurs : 69 456 Arbitrage : Andrés Matonte |
| 4 juillet 2024 21h00 UTC−5 | González 77e · Tagliafico 81e                       | Rapport           | 30e Valencia · 75e Caicedo ·    | Spectateurs : 69 456 Arbitrage : Andrés Matonte | Spectateurs : 69 456 Arbitrage : Andrés Matonte |
| 4 juillet 2024 21h00 UTC−5 | Messi · Álvarez · Mac Allister · Montiel · Otamendi | Tirs au but 4 - 2 | Mena · Minda · Yeboah · Caicedo | Spectateurs : 69 456 Arbitrage : Andrés Matonte | Spectateurs : 69 456 Arbitrage : Andrés Matonte |

| Match 26                   | Venezuela                                            | 1 - 1             | Canada                                               | AT&T Stadium, Arlington                                 |                                                         |
| 5 juillet 2024 21h00 UTC−5 | Rondón 64e                                           | (0 - 1)           | 13e Shaffelburg                                      | Spectateurs : 51 080 Arbitrage : Wilton Pereira Sampaio | Spectateurs : 51 080 Arbitrage : Wilton Pereira Sampaio |
| 5 juillet 2024 21h00 UTC−5 |                                                      | Rapport           | 36e Shaffelburg · 50e Cornelius ·                    | Spectateurs : 51 080 Arbitrage : Wilton Pereira Sampaio | Spectateurs : 51 080 Arbitrage : Wilton Pereira Sampaio |
| 5 juillet 2024 21h00 UTC−5 | Rondón · Herrera · Rincón · Savarino · Cádiz · Ángel | Tirs au but 3 - 4 | David · Millar · Bombito · Eustáquio · Davies · Koné | Spectateurs : 51 080 Arbitrage : Wilton Pereira Sampaio | Spectateurs : 51 080 Arbitrage : Wilton Pereira Sampaio |

| Match 27                   | Colombie | 5 - 0   | Panama                                 | State Farm Stadium, Glendale                      |                                                   |
| 6 juillet 2024 15h00 UTC−7 | ( Rodríguez) Córdoba 8e · Rodríguez 15e (pen.) · ( Rodríguez) Díaz 41e · ( Muños) Ríos 70e · Borja 90+4e (pen.) | (3 - 0) |                                        | Spectateurs : 39 740 Arbitrage : Maurizio Mariani | Spectateurs : 39 740 Arbitrage : Maurizio Mariani |
| 6 juillet 2024 15h00 UTC−7 | Uribe 45e | Rapport | 54e Welch · 64e Fariña · 90+2e Córdoba | Spectateurs : 39 740 Arbitrage : Maurizio Mariani | Spectateurs : 39 740 Arbitrage : Maurizio Mariani |

| Match 28                   | Uruguay                                                 | 0 - 0             | Brésil                                        | Allegiant Stadium, Paradise                     |                                                 |
| 6 juillet 2024 18h00 UTC−7 |                                                         | (0 - 0)           |                                               | Spectateurs : 55 770 Arbitrage : Darrio Herrera | Spectateurs : 55 770 Arbitrage : Darrio Herrera |
| 6 juillet 2024 18h00 UTC−7 | Ugarte 51e · Cruz 60e · Nández 74e                      | Rapport           | 39e Paquetá · 64e Gomes ·                     | Spectateurs : 55 770 Arbitrage : Darrio Herrera | Spectateurs : 55 770 Arbitrage : Darrio Herrera |
| 6 juillet 2024 18h00 UTC−7 | Valverde · Bentancur · De Arrascaeta · Giménez · Ugarte | Tirs au but 4 - 2 | Militão · Pereira · Douglas Luiz · Martinelli | Spectateurs : 55 770 Arbitrage : Darrio Herrera | Spectateurs : 55 770 Arbitrage : Darrio Herrera |

### Demi-finales
| Match 29                   | Argentine                                       | 2 - 0   | Canada                               | MetLife Stadium, East Rutherford                  |                                                   |
| 9 juillet 2024 20h00 UTC−5 | ( De Paul) Álvarez 22e · ( Fernández) Messi 51e | (1 - 0) |                                      | Spectateurs : 80 102 Arbitrage : Piero Maza Gomez | Spectateurs : 80 102 Arbitrage : Piero Maza Gomez |
| 9 juillet 2024 20h00 UTC−5 | Molina 88e                                      | Rapport | 32e David · 63e Eustáquio · 79e Koné | Spectateurs : 80 102 Arbitrage : Piero Maza Gomez | Spectateurs : 80 102 Arbitrage : Piero Maza Gomez |

| Match 30                    | Uruguay                                            | 0 - 1   | Colombie                                                        | Bank of America Stadium, Charlotte                  |                                                     |
| 10 juillet 2024 20h00 UTC−5 |                                                    | (0 - 1) | 39e Lerma ( Rodriguez)                                          | Spectateurs : 70 644 Arbitrage : César Arturo Ramos | Spectateurs : 70 644 Arbitrage : César Arturo Ramos |
| 10 juillet 2024 20h00 UTC−5 | Cruz 26e · Varela 63e · Giménez 69e · Varela 90+8e | Rapport | 31e, 45+1e Muñoz · 55e Rodriguez · 90+6e Castaño · 90+7e Cuesta | Spectateurs : 70 644 Arbitrage : César Arturo Ramos | Spectateurs : 70 644 Arbitrage : César Arturo Ramos |

### Match pour la troisième place
| Match 31                    | Canada                                               | 2 - 2             | Uruguay                                           | Bank of America Stadium, Charlotte              |                                                 |
| 13 juillet 2024 20h00 UTC−5 | ( Bombito) Koné 22e · David 80e                      | (1 - 1)           | 8e Bentancur ( Cáceres) · 90+2e Suárez ( Giménez) | Spectateurs : 24 386 Arbitrage : Alexis Herrera | Spectateurs : 24 386 Arbitrage : Alexis Herrera |
| 13 juillet 2024 20h00 UTC−5 | Fougerolles 7e · Oluwaseyi 63e · Koné 78e · St.Clair | Rapport           | 26e Viña · 85e Bentancur ·                        | Spectateurs : 24 386 Arbitrage : Alexis Herrera | Spectateurs : 24 386 Arbitrage : Alexis Herrera |
| 13 juillet 2024 20h00 UTC−5 | David · Bombito · Koné · Choinière · Davies          | Tirs au but 3 - 4 | Valverde · Bentancur · de Arrascaeta · Suárez     | Spectateurs : 24 386 Arbitrage : Alexis Herrera | Spectateurs : 24 386 Arbitrage : Alexis Herrera |

### Finale
| Match 32                    | Argentine                        | 1 - 0 ap              | Colombie                 | Hard Rock Stadium, Miami Gardens               |                                                |
| 14 juillet 2024 21h20 UTC−5 | ( Lo Celso) La. Martínez 112e    | (0 - 0, 0 - 0, 0 - 0) |                          | Spectateurs : 64 764 Arbitrage : Raphael Claus | Spectateurs : 64 764 Arbitrage : Raphael Claus |
| 14 juillet 2024 21h20 UTC−5 | Mac Allister 61e · Lo Celso 118e | Rapport               | 27e Córdoba · 115e Borja | Spectateurs : 64 764 Arbitrage : Raphael Claus | Spectateurs : 64 764 Arbitrage : Raphael Claus |

## Statistiques et récompenses

### Buteurs
5 buts      
- Lautaro Martínez

3 buts    
- Salomón Rondón (1 penalty)

2 buts   
- Julián Álvarez
- Vinícius Júnior
- Daniel Muñoz
- Jhon Córdoba
- Luis Díaz
- Jefferson Lerma
- Folarin Balogun
- Maximiliano Araújo
- Darwin Núñez
- Eduard Bello

1 but  
- José Fajardo
- Eduardo Guerrero
- César Yanis
- Lisandro Martínez
- Lionel Messi
- Sávio
- Lucas Paquetá
- Raphinha
- Bruno Miranda
- Jonathan David
- Jacob Shaffelburg
- Davinson Sánchez
- James Rodríguez (1 penalty)
- Richard Ríos
- Miguel Borja (1 penalty)
- Francisco Calvo
- Josimar Alcócer
- Jeremy Sarmiento
- Kendry Páez (1 penalty)
- Alan Minda
- Kevin Rodríguez
- Christian Pulisic
- Michail Antonio
- Gerardo Arteaga
- Michael Murillo
- Cesar Blackman
- José Fajardo
- Julio Enciso
- Omar Alderete
- Ramón Sosa
- Matías Viña
- Facundo Pellistri
- Federico Valverde
- Rodrigo Bentancur
- Mathías Olivera
- Jhonder Cádiz
- Eric Ramírez

1 but contre son camp  (csc)
- Kasey Palmer (face à l'Équateur)

### Passes décisives
Le meilleur passeur du tournoi est le Colombien James Rodríguez avec 6 passes décisives.

### Récompenses
Le 31 juillet 2024, la CONMEBOL dévoile l'équipe-type de la Copa America 2024.
| Gardien           | Défenseurs                                                        | Milieux                                       | Attaquants                            |
| ----------------- | ----------------------------------------------------------------- | --------------------------------------------- | ------------------------------------- |
| Emiliano Martínez | Piero Hincapié Davinson Sánchez Cristian Romero Alistair Johnston | James Rodríguez Manuel Ugarte Rodrigo De Paul | Raphina Lautaro Martínez Lionel Messi |

| Prix             | Lauréat           |
| ---------------- | ----------------- |
| Meilleur joueur  | James Rodríguez   |
| Meilleur buteur  | Lautaro Martínez  |
| Meilleur gardien | Emiliano Martínez |

## Les droits de diffusion
- En France, c'est L'Équipe qui diffuse la compétition avec l'intégralité des matchs sur la plateforme L'Équipe live foot[14].
- Au Canada, TSN (en anglais) et RDS (en français) ont les droits de diffusion[15].

## Controverses

### Arbitrage
- Le 25 juin, pendant le match entre le Canada et le Pérou, le Péruvien Marcos López a donné un coup de tête au Canadien Alistair Johnston. Mais l’arbitre n’a pas voulu sanctionner López, même après vérification vidéo[16].
- Le 3 juillet, pendant le match entre le Brésil et la Colombie, le Colombien Daniel Muñoz a fait un croche-pied au Brésilien Vinícius Júnior  à l’intérieur de la surface de réparation. Mais l’arbitre n’a pas sanctionné Muñoz ni accordé de pénalty au Brésil. La CONMEBOL a ultérieurement fait une déclaration pour reconnaître l'erreur des arbitres[17].

### Chant raciste
Après la victoire de l'Argentine en finale, une vidéo publiée en direct sur Instagram par le joueur Enzo Fernández montre des joueurs de l'équipe d'Argentine reprendre un chant à consonance raciste, déjà entonné en 2022 par les supporters de l'Argentine pour se moquer et dénigrer les joueurs de l'équipe de France d'origine africaine. Cette vidéo suscite une polémique qui aboutit à une enquête et des annonces de mesures disciplinaires contre les joueurs incriminés de la part de la FIFA mais aussi du Chelsea Football Club dont est alors membre Enzo Fernández.